# 等刺喉鰭鯰
等刺喉鰭鯰（學名：Trachelyopterus insignis）為輻鰭魚綱鯰形目項鰭鯰科的其中一種，為熱帶淡水魚類，分布於南美洲秘魯淡水流域，棲息在底層水域，生活習性不明。

## 扩展阅读
維基物種上的相關：等刺喉鰭鯰